# Iurie Başcatov
Iurie Başcatov vagy Jurij Nyikolajevics Baskatov, oroszul: Юрий Николаевич Башкатов (Kisinyov, 1968. június 20. – 2022. szeptember 3.) olimpiai ezüstérmes, Európa-bajnok szovjet válogatott moldáv úszó.

## Pályafutása
A Gyinamo Kisinyov versenyzője volt. Az 1988-as szöuli olimpián és az 1992-es barcelonai játékokon ezüstérmet szerzett társaival 4 × 100 m gyors váltóban. Az 1989-es bonni Európa-bajnokságon 4 × 100 m vegyes váltóban aranyérmet szerzett csapattársaival. Nemzetközi versenyen itt szerezte egyetlen egyéni érmét, 100 m gyorson második helyezett lett. Az 1991-es perthi világbajnokságon 4 × 100 m gyors váltóban bronzérmet szerzett. Egy szovjet bajnoki címet nyert 1988-ban 200 m gyorson. 1988 és 1992 között további három ezüst- és négy bronzérmet szerzett.
Egyéni legjobbjai
- 100 m gyors – 49,58 (1988)
- 200 m gyors – 1:49,65 (1988)

## Sikerei, díjai
- Olimpiai játékok – 4 × 100 m gyors
  - ezüstérmes (2): 1988, Szöul, 1992, Barcelona
- Világbajnokság – 4 × 100 m gyors
  - bronzérmes: 1991
- Európa-bajnokság
  - aranyérmes: 1989 (4 × 100 m vegyes)
  - ezüstérmes: 1989 (100 m gyors)
- Szovjet bajnokság
  - bajnok: 1988 (200 m gyors)
  - 2. (3): 1988 (100 m gyors), 1989 (100 m és 200 m gyors)
  - 3. (4): 1988 (4 × 100 m gyors), 1989 (4 × 50 m gyors, 4 × 100 m gyors), 1992 (100 m gyors)